# Cæsarea Filippi
Cæsarea Filippi (Filips Kæsarea, Caesarea Philippi "Filips by til Cæsars ære") var en by i det område, der kaldtes Gaulanitis, vore dages Golanhøjder. Byen lå i 350 meters højde og hed Paneas. Dens største attraktion var en kilde i en grotte (et af Jordanflodens udspring). Kilden var dermed et naturligt sted at hædre naturguden Pan, som byen blev opkaldt efter. Herodes den Stores søn Filip omdøbte dog byen til Cæsarea Filippi til ære for den romerske kejser Augustus og sig selv. 
I de synoptiske evangelier siges det, at Jesus og disciplene kom i nærheden af byen. Det nævnes ikke, om Jesus nogensinde gik ind i byen, men regionen var orienteret mod den romerske provins Syria, og befolkningen nærmest udelukkende hedensk.
Stedet omtales i den såkaldte "Peters bekendelse" som hos Matt 16,13ff.
 Da Jesus kom til området ved Cæsarea Filippi, spurgte han sine disciple: Hvem siger folk, at Menneskesønnen er? De svarede: Nogle siger Johannes Døber, andre Elias, og andre igen Jeremias eller en anden af profeterne. Så spurgte han dem: Men I, hvem siger I, at jeg er? Simon Peter svarede: Du er Kristus, den levende Guds søn.
Cæsarea Filippi kendes i dag som Banias efter det oprindelige navn Paneas.